# Славенцин (Підкарпатське воєводство)
Славенцин (пол. Sławęcin) — село в Польщі, у гміні Сколишин Ясельського повіту Підкарпатського воєводства.
Населення — 354 особи (2011).

## Демографія
Демографічна структура станом на 31 березня 2011 року:
|          | Загалом | Допрацездатний вік | Працездатний вік | Постпрацездатний вік |
| -------- | ------- | ------------------ | ---------------- | -------------------- |
| Чоловіки | 167     | 43                 | 110              | 14                   |
| Жінки    | 187     | 36                 | 110              | 41                   |
| Разом    | 354     | 79                 | 220              | 55                   |